# Rockstar San Diego
Rockstar San Diego (trước đây có tên Angel Studios) là một studio game có trụ sở tại thành phố San Diego, Hoa Kỳ.Năm 2002, Angel Studios được Take-Two Interactive mua lại và gia nhập vào hàng ngũ của Rockstar Games. Từ đó studio hoạt động dưới sự bảo trợ của Rockstar. Rockstar San Diego là đầu tàu của lãnh vực game đua xe thế giới mở với tựa game Midtown Madness và sê-ri Midnight Club lừng danh từng đoạt nhiều giải thưởng quốc tế. Studio còn giữ trách nhiệm phát triển sê-ri Red Dead với chủ đề cao bồi miền Viễn Tây (Red Dead Revolver năm 2004, Red Dead Redemption năm 2010 và Red Dead Redemption 2 vào năm 2018). Studio tại San Diego này còn là trụ sở của RAGE Technology Group, nơi sản sinh ra game engine RAGE. Engine này được dùng cho hầu hết những trò chơi mới do Rockstar sản xuất.

## Các trò chơi

### Dưới tên Angel Studios
| Năm  | Trò chơi                                         | Hệ máy              |
| ---- | ------------------------------------------------ | ------------------- |
| 1998 | Major League Baseball Featuring Ken Griffey, Jr. | N64                 |
| 1998 | Virtual Jungle Cruise - DisneyQuest              | Attraction          |
| 1999 | Resident Evil 2                                  | N64                 |
| 1999 | Ken Griffey, Jr.'s Slugfest                      | N64, GBC            |
| 1999 | Midtown Madness                                  | PC                  |
| 1999 | Savage Quest                                     | Arcade              |
| 1999 | Pirates - GameWorks                              | Attraction          |
| 2000 | Midtown Madness 2                                | PC                  |
| 2000 | Midnight Club: Street Racing                     | PS2                 |
| 2000 | Smuggler's Run                                   | PS2                 |
| 2001 | Smuggler's Run 2: Hostile Territory              | PS2                 |
| 2001 | Test Drive Off-Road Wide Open                    | PS2, Xbox           |
| 2001 | Transworld Surf                                  | Xbox, PS2, GameCube |
| 2002 | Smuggler's Run: Warzones                         | GameCube            |
| 2003 | Spy Hunter 2                                     | Xbox, PS2           |

### Dưới tên Rockstar San Diego
| Năm  | Tên                                   | Hệ máy                               |
| ---- | ------------------------------------- | ------------------------------------ |
| 2003 | Midnight Club II                      | PS2, Xbox, PC                        |
| 2004 | Red Dead Revolver                     | PS2, Xbox                            |
| 2005 | Midnight Club 3: DUB Edition          | PSP, PS2, Xbox (with Rockstar Leeds) |
| 2006 | Midnight Club 3: DUB Edition Remix    | PS2, Xbox                            |
| 2006 | Rockstar Games Presents Table Tennis  | X360, Wii (with Rockstar Leeds)      |
| 2008 | Midnight Club: Los Angeles            | PS3, X360                            |
| 2008 | Midnight Club: L.A. Remix             | PSP (with Rockstar London)           |
| 2009 | Midnight Club: L.A. Complete Edition  | PS3, X360                            |
| 2010 | Red Dead Redemption                   | PS3, X360 (with Rockstar North)      |
| 2010 | Red Dead Redemption: Undead Nightmare | PS3, X360 (with Rockstar North)      |
| 2018 | Red Dead Redemption 2                 | PS4, Xbox One                        |